# Peter Hvidt
Peter Hvidt, född 6 februari 1916 i Köpenhamn, död 13 oktober 1986 i Köpenhamn, var en dansk arkitekt och möbelformgivare.

## Biografi
Efter utbildning på Kunsthåndværkskolen drev Hvidt arkitektbyrån Hvidt & Mölgaard tillsammans med Orla Mölgaard-Nielsen. De skapade bl. a. de banbrytande möbelserierna Portex (1945) och Ax (1950). Dessa baserades på industriell tillverkning beräknad för export och därför utformade med platsbesparande konstruktioner för minimering av emballage- och transportbehov.
I sin verksamhet som arkitekt har Hvidt, tillsammans med Hans Kristensen från 1970, medverkat till kontors- och fabriksbyggnader för bl. a. De Danske Sukkerfabrikker i Köpenhamn (1958) och kollektivhus i Søllerød, Hillerød och Birkerød (1962 – 70), alla utförda i en ljus, klar och enkel stil. Han har också varit delaktig i utformningen av Lilla Bältbron (1965 – 70) och Vejlefjordbron (1975 – 80).

## Erkännande
Hvidt fick Diplone d'Honneur vid Trienalen i Milano 1951 och 1954. Hans verk finns representerade på MOMO i New York, National Gallery i Melbourne och Danmarks museum for Kunst og Design.